# Alloneuron liron
Alloneuron liron är en tvåhjärtbladig växtart som beskrevs av B.Walln.. Alloneuron liron ingår i släktet Alloneuron och familjen Melastomataceae. Inga underarter finns listade i Catalogue of Life.